# Michael H. Hart
Pour les articles homonymes, voir Michael Hart et Hart.
Michael H. Hart (né le 28 avril 1932 à New York) est un astrophysicien et essayiste américain. Représentant du nationalisme blanc américain, il défend une partition raciale des États-Unis. Il a organisé en 2009 à Baltimore une conférence intitulée « Preserving the Western Civilization » qui appelait à défendre « l’héritage judéo-chrétien et l’identité européenne » contre les immigrants en provenance du tiers monde, l’islam et les Afro-Américains.

## Conférences sur le thème racial
Lors de la conférence de 2006 d’American Renaissance, Hart éleva la voix à la suite d'une question de David Duke liée aux Juifs.

## Publications
- The Newton Awards: A History of Genius in Science and Technology (co-écrit avec Claire L. Parkinson), (Washington Summit Publishers, 2013)[5]
- Understanding Human History, Washington Summit Publishers, 2007. [lire en ligne] [PDF]
- A View from the Year 3000 Poseidon Press, 1999
- Extra-Terrestrials, Where Are They?, codirigé avec Ben Zuckerman, 1982
- The 100: A Ranking of the Most Influential Persons in History, 1978 (édition revue en 1992)